# Кира О’Рајли
Кира О'Рајли (енгл. Kira O'Reilly) је енглеска перформанс уметница.
Године 1998. дипломирала је на уметничкој школи у Кардифу. Њени рани радови су углавном били боди арт перформанси у којима је правила резове по телу, стављала пијавица на леђа и сл. Од 2003, када је добила стипендију Универзитета Западне Аустралије, посветила се био арту. Године 2009, перформансом „Спавати са свињом“ (енгл. Falling sleep with a pig), у којем је симулирала сексуални чин са мртвом свињом, изазвала је бурну реакцију друштва за заштиту животиња. Кира О'Рајли је излагала 2010. у Београду, у В. И. П. арт галерији Студентског културног центра, на фестивала Априлски сусрети. 